# Simmering

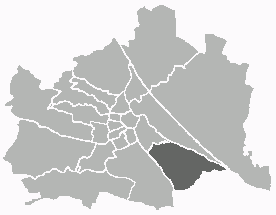
Poloha obvodu na mapě Vídně

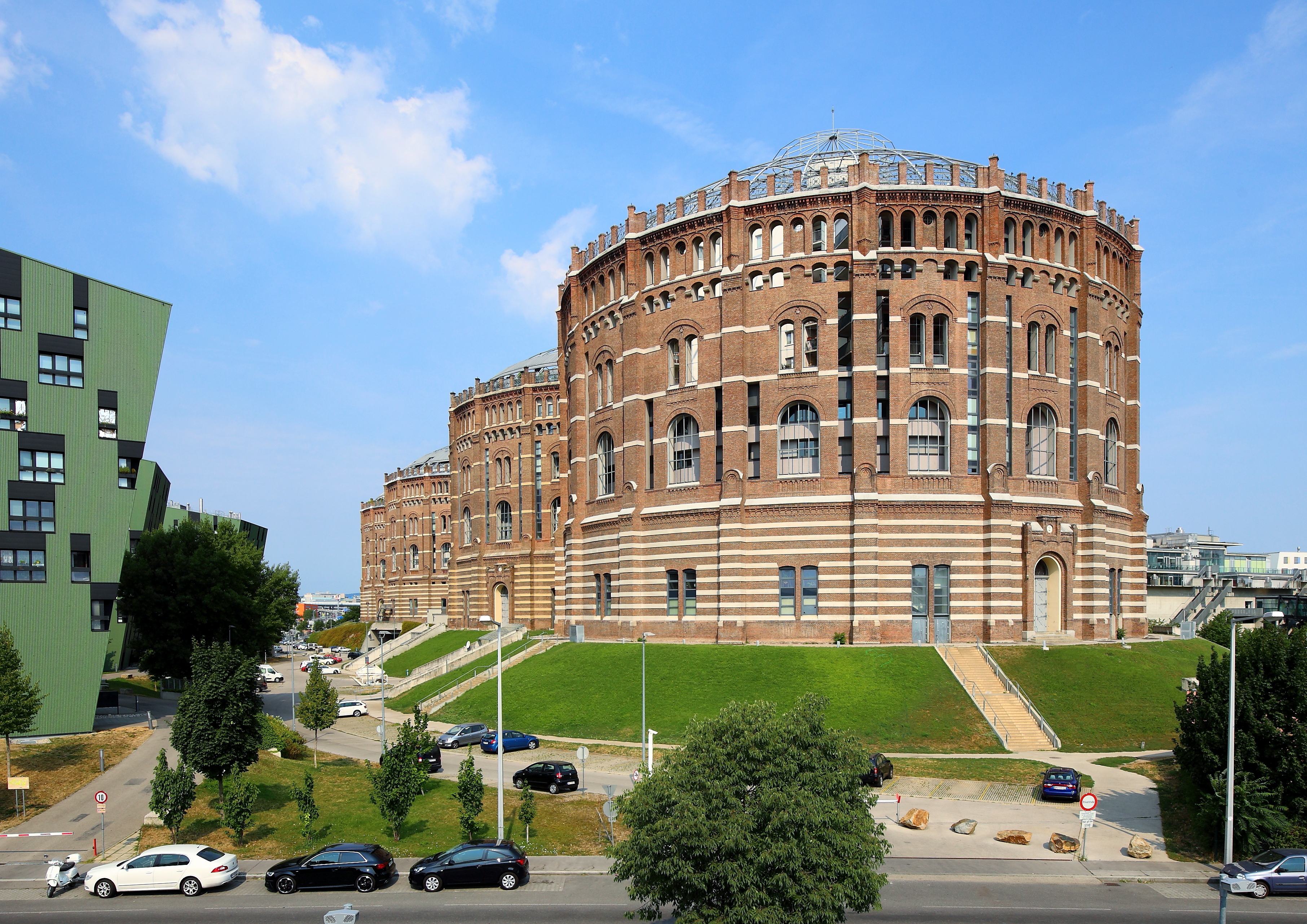
Gasometer

Simmering ( [ˈzɪmɐˌʀɪŋ]) byl do roku 1892 samostatnou obcí a dnes je součástí stejnojmenného 11. vídeňského okresu, jakož i jedním z 89 vídeňských katastrálních území. Nachází se při Dunaji a jako městský okres byl ustanoven v roce 1892. Rozloha obvodu činí 23,27 km2 a k 1. lednu 2024 zde žilo 110 559 obyvatel.
Nachází se zde několik kostelů, muzeí a zámků, jakož i velký počet hřbitovů, z nichž nejvýznamnější je Vídeňský ústřední hřbitov. 

## Geografie
Simmering leží v jihovýchodní části Vídně. Na severovýchodě sousedí s 2. okresem, od nějž ho dělí Dunajský kanál (Donaukanal). Na severozápadě hraničí s 3. okresem a na západě s 10. okresem. Na jihu pak sousedí se spolkovou zemí Dolní Rakousy. Simmering je vídeňským obvodem s nejnižší nadmořskou výškou.
Protože hranice katastrálních území ve Vídni není totožná s hranicí okresu, leží 22,5 ha městské části Simmeringu ve 3. okresu v ulici Landstraße a 116,94 ha v 10. okresu Favoriten. Uvnitř Favoriten je hranice Simmeringu tvořena ulicí Grenzstraße a také ještě k městské části náleží severovýchodní část Böhmischer Prater. Tento průběh hranice odpovídá také dřívější hranici mezi obcemi Favoriten a Simmering. Celková výměra katastrálního území činí 1178,46 ha.

## Původ názvu
První písemná zmínka o Simmeringu je z roku 1028 jako Symmanningen, v jiném dokumentu z roku 1130 byl majitelem konkrétního místa jmenován „Isinrich von Simmaningen“. V tomto kraji mohl sídlit šlechtický rod „von Simmaningen“. V následujících stoletích se měnil pravopis názvu (Symanin, Symaningen, Simmanin, Simoning), až do 14. století, kdy se stopy šlechtického rodu ztrácí a pravopis názvu se ustálil.

## Historie

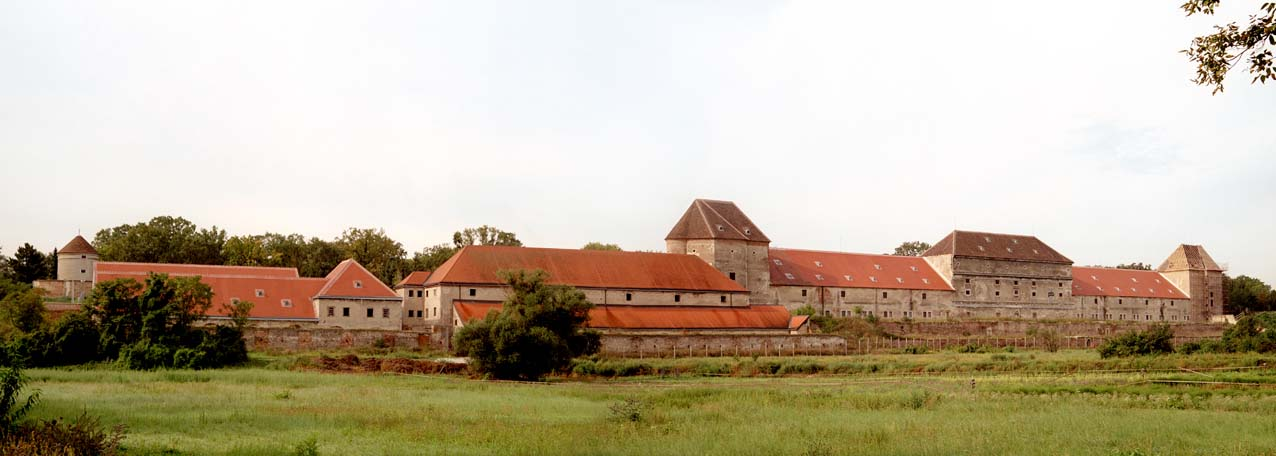
Zámek Neugebäude

První známky osídlení v oblasti Simmeringu se datují z roku 1028. Jednou z původních vesnic v této oblasti byl Kaiserebersdorf (dříve známý jako Ebersdorf), kde měl svůj lovecký zámeček Neugebäude císař Maxmilián II. Uprostřed osady Simmering stál kostel svatého Laurenze, jehož věže v dobách válečných sloužily k obraně místa. Roku 1529 při prvním tureckém obléhání byl Simmering zpustošený, jako i při druhém tureckém obléhání v roce 1683. Od roku 1773 se na Simmeringer Haide usídlilo císařské dělostřelectvo a střílelo na umělé opevnění a testovalo průraznost střel. Na počátku 19. století byla obec dvakrát obsazena vojsky Napoleona Bonaparte, při kterých byla také poškozena.

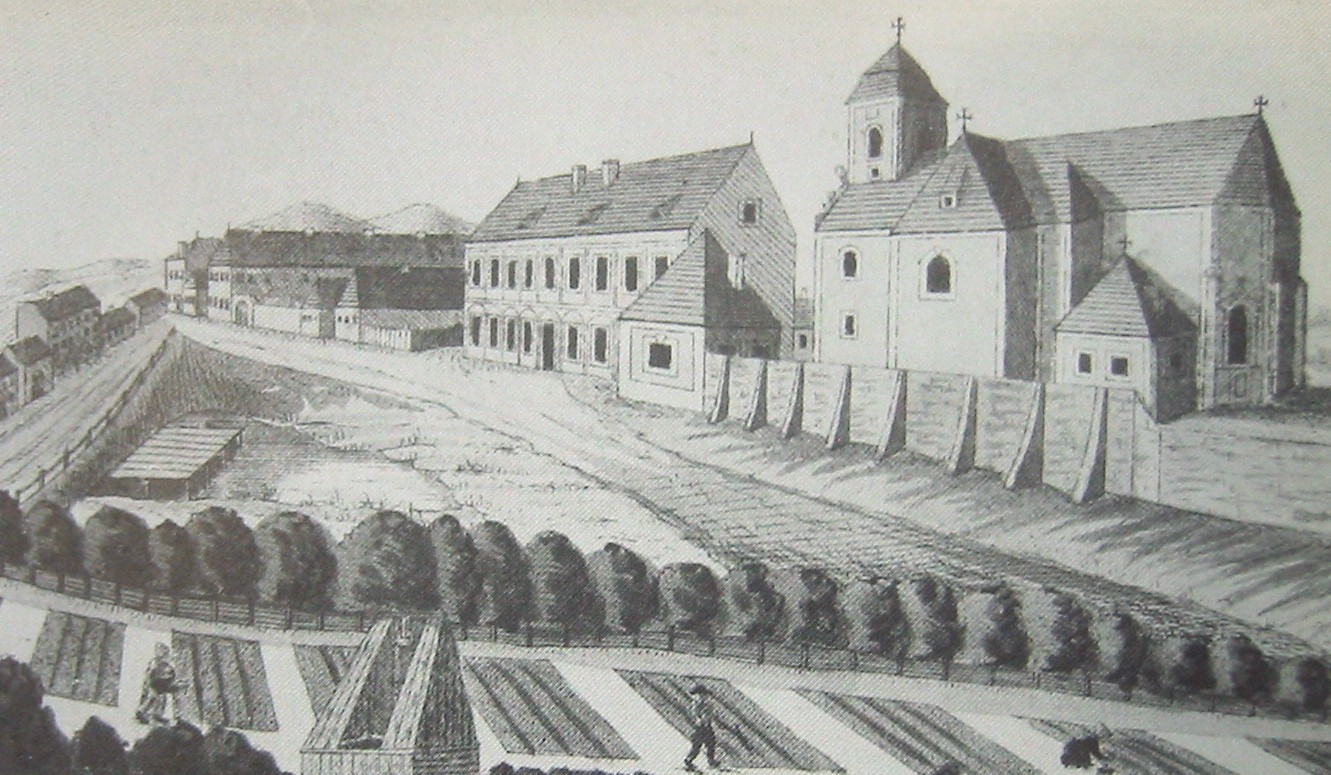
Střed obce Simmering s kostelem sv. Vavřince na počátku 19. století

Již od roku 1605 stál v Turnhofu, v dnešní Mautner-Markhof-Gasse, pivovar, který byl přes tři staletí důležitým zdrojem příjmů obce a teprve v roce 1930 byl zrušen. Snad do roku 1400 patřil Simmering rodu von Simmaningen a v následujícím měnil četné majitele (jejich jména se nacházejí ještě dnes v různých seznamech) a teprve od roku 1850 byla panství zrušeno. Tak se stal Simmering samostatnou obcí a roku 1858 byla postavena první úřední budova. Asi až do roku 1860 měl Simmering vesnický ráz, než byl postaven Rinnböckhäuser, tehdy druhý největší obytný dům v oblasti Velké Vídně. Nastala doba rychlého velkoměstského rozvoje, stavěly se průmyslové podniky jako např. Maschinen- und Waggonfabrik AG (dnešní Siemens-Verkehrstechnik) a začaly se zde usazovat podnikatelské rodiny. Důležitými dopravními tepnami byla v Simmeringské „Hauptstraße“ Aspangbahn, Ostbahn a od 1878 výstavba Wiener Neustädter Kanal.
Po připojení nejbližších předměstí k Vídni v roce 1850 začaly v sedmdesátých letech i úvahy o připojení dalších předměstských obcí k Vídni. Téměř všechny uvažované obce však byly proti tomuto návrhu. Nicméně na přání císaře Františka Josefa I. rozhodl roku 1888 dolnorakouský zemský úřad o sloučení předměstí s Vídní. Dnem 1. ledna 1892 pak byl Simmering proti vůli tehdejšího zástupce starosty Karla Linkeho společně s Kaiserebersdorfem a malými částmi obcí Kledering, Schwechat a Albern sloučeny k 11. vídeňskému okresu. Teprve roku 1955, po uzavření státní dohody, byla k okresu Simmering přičleněna i dřívější obec Albern.

## Osobnosti
- Josef Lang (1855–1925), popravčí
- Antonie Schläger (1859–1910), operní pěvkyně